# 王捷臣
王捷臣（1897年—1983年），男，山东平度人，中华人民共和国政治人物，曾任山东省归国华侨联合会主席，山东省人大常委会副主任，第三届全国人大代表，第五届全国政协委员。